# Vilhelms Neimanis
Vilhelms Neimanis ou Wilhelm Neumann (en allemand : Johann Wilhelm Carl Neumann), né le 5 octobre 1849 à  Grevesmühlen et mort le 6 mars 1919 à Riga, est un historien de l'art et architecte germano-balte de Lettonie.

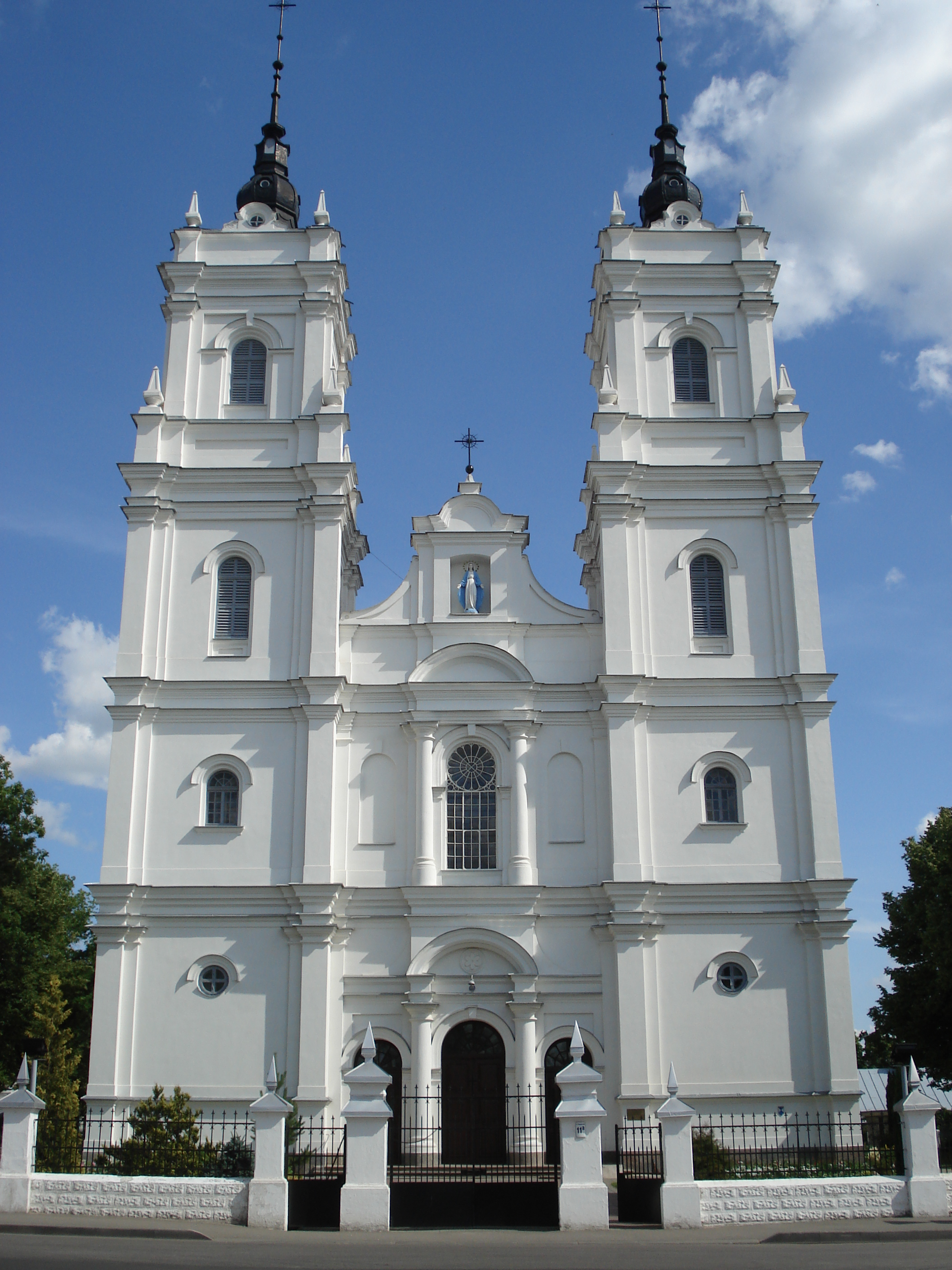
Église de l'Immaculée-Conception de Daugavpils.

## Ouvrages majeurs
- Église de l'Immaculée-Conception de Daugavpils
- Église luthérienne de Daugavpils
- Musée national des arts de Lettonie

## Publications
- (de) Wilhelm Neumann, Eugen Johann Alexander von Nottbeck (et) (trad. Murs et château de la ville de Reval), Geschichte der Stadt und Kunstdenkmäler Reval. Burg und Stadtbefestigung, Reval (réimpr. 1973 à Hanovre Döhren) (1re éd. 1904)
- (de) Wilhelm Neumann, Grundrisse der Geschichte einer und des arts bildenden Kunstgewerbe de Liv-, Est-und vom Ende des 12 Kurland zum bis des Anfangs 18e Jahrhunderts, 1887
- (de) Wilhelm Neumann, Die Erhaltung unserer Denkmäler, 1887
- (de) Wilhelm Neumann, Merkbüchlein zur Denkmalpflege auf dem Lande, 1887
- (de) Wilhelm Neumann, Baltische MALER Bildhauer und des Jahrhunderts XIX. Biographische Skizzen Reproduktionen und nach ihren Werken, 1902
- (de) Wilhelm Neumann, Verzeichniss baltischer Goldschmiede, Merkzeichen und ihre Werke", 1905[1]
- (de) Wilhelm Neumann, Lexikon Baltischer Künstler, 1908 (lire en ligne)
- (de) Wilhelm Neumann, Die Erhaltung unserer Denkmäler, 1887
- (de) Wilhelm Neumann, Riga und Reval, Leipzig, 1908
- (de) Wilhelm Neumann, Führer durch Riga mit einem Stadtplan, Leipzig (1re éd. 1910)
- (de) Wilhelm Neumann, Der Dom zu St. Marien in Riga, Riga date=1912
- (de) Wilhelm Neumann, Das Museum in Riga. Museumskunde, Berlin, 1906
- (de) Wilhelm Neumann, Merkbüchlein zur Denkmalpflege auf dem Lande, Riga, 1911
- (de) Wilhelm Neumann, Aus alter Zeit: Kunst und kunstgeschichtliche Miszellen aus Liv-, Est- und Kurland, Riga, 1913

La création littéraire Neumann est extrêmement diverse elle est  composée de plus de 160 livres et articles, et plus de 320 courtes biographies d'artistes russes et baltes.

## Galerie

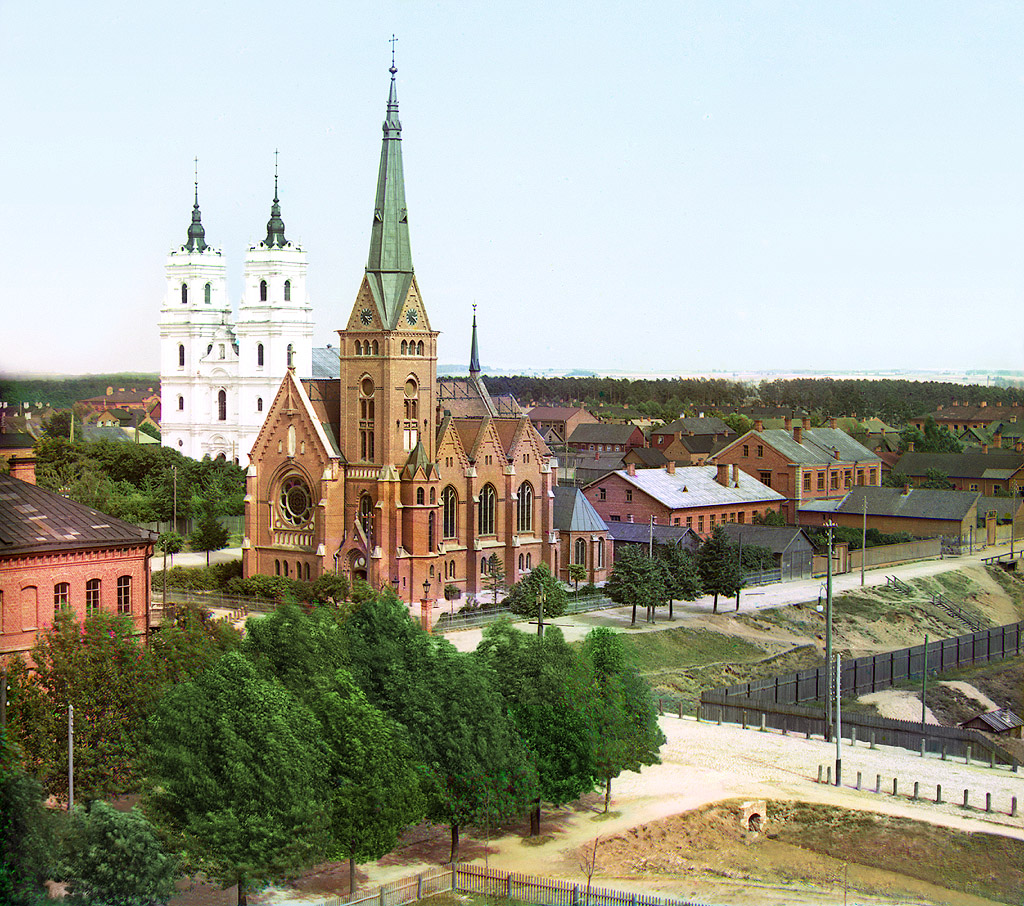
Église luthérienne de Daugavpils (1912)
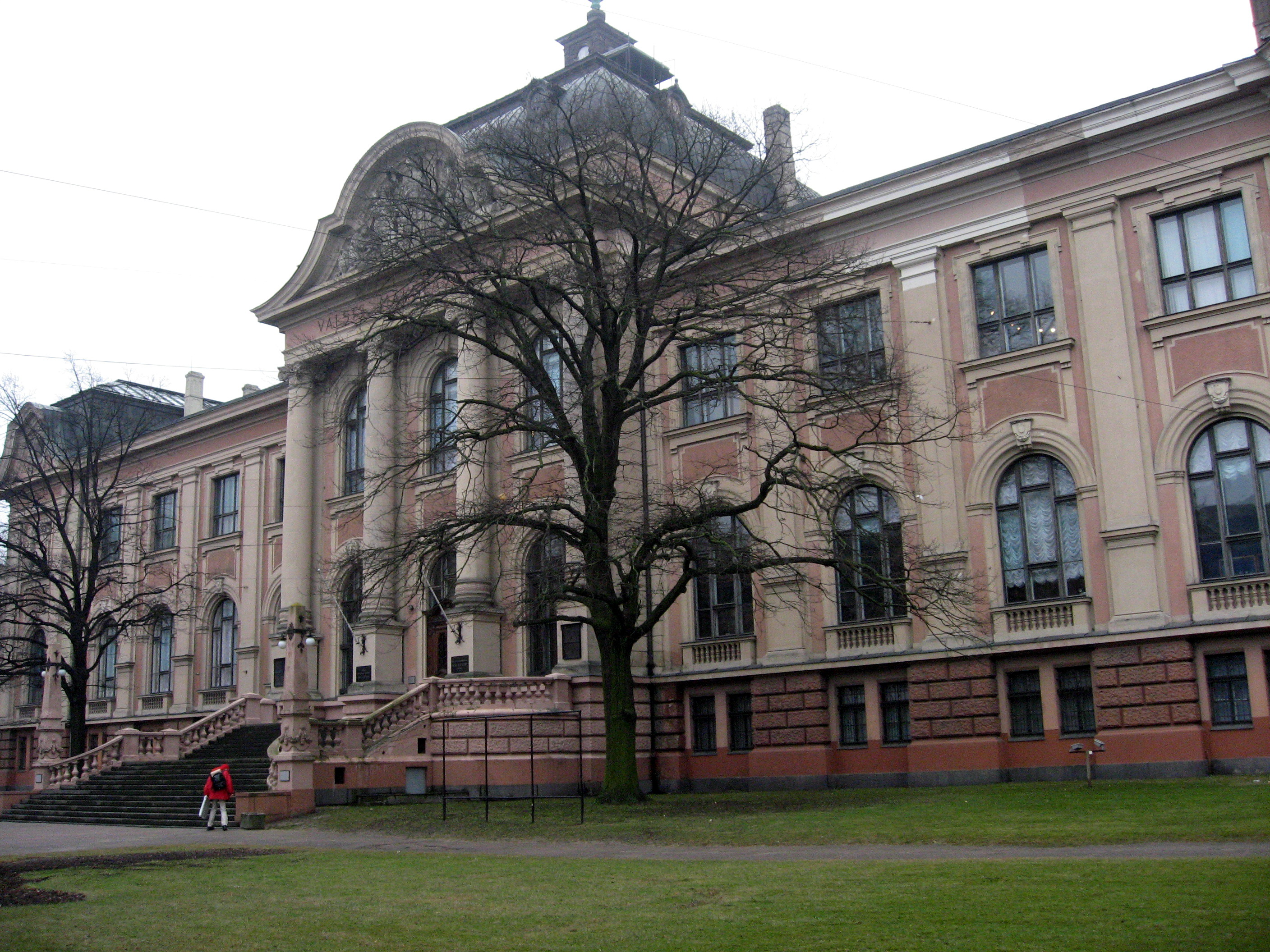
Musée national des arts de Lettonie